# Sahel tunecino

Mapa del Sahel

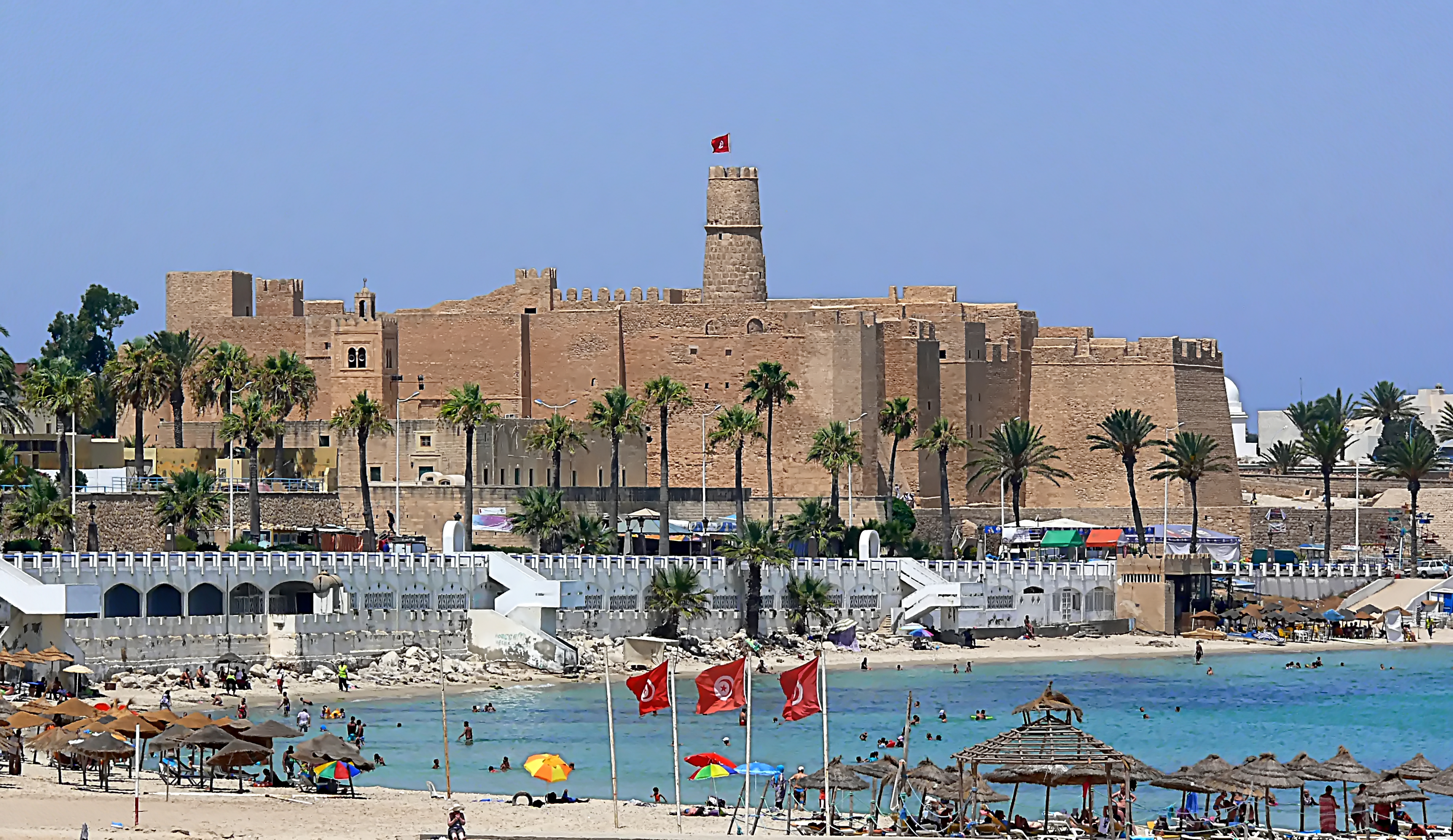
La rábida de Monastir.

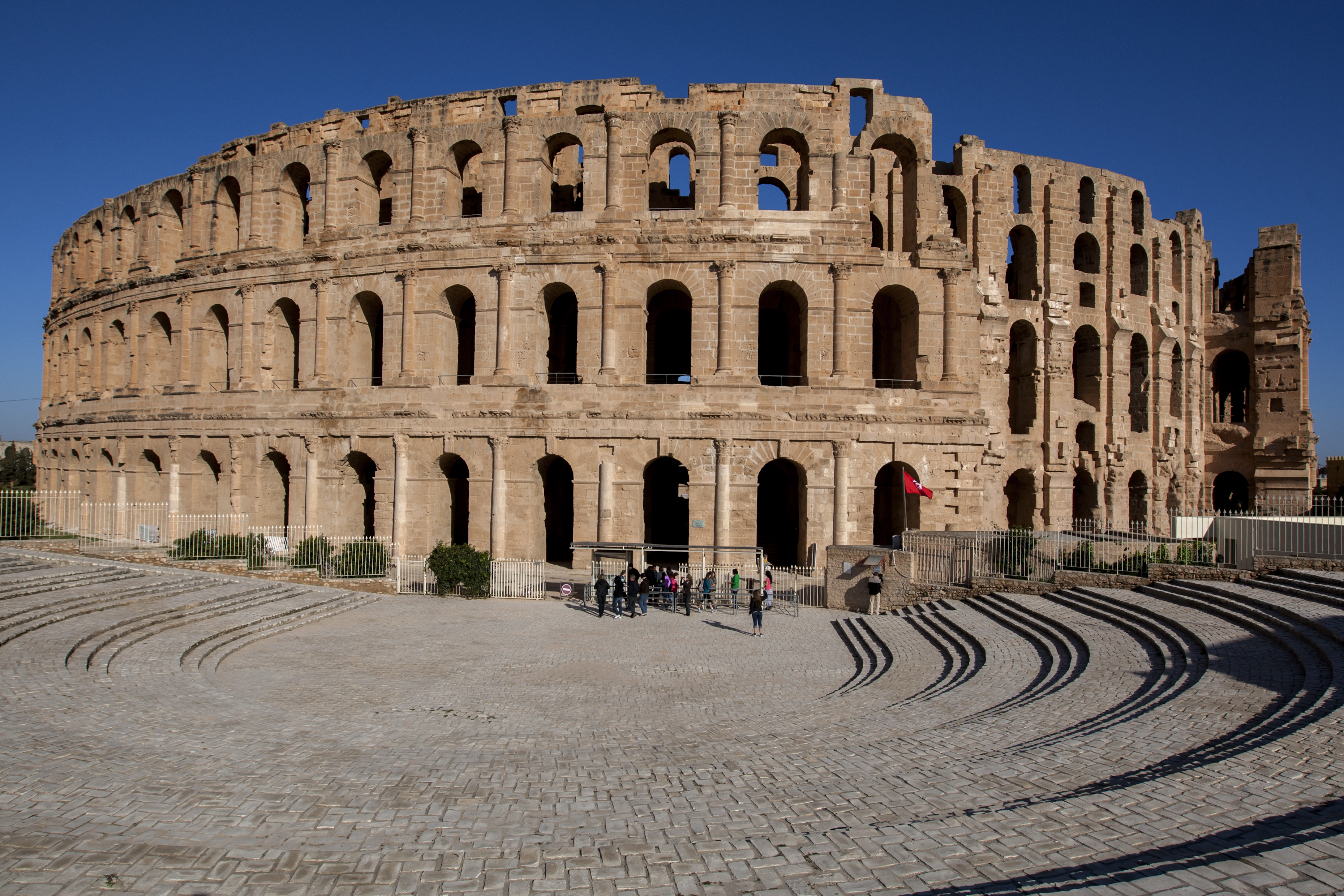
Anfiteatro de El Djem

El Sáhel tunecino (en árabe: الساحل‎ as-Sāḥel) es una región geográfica y cultural en el centro-este de Túnez y una de las seis regiones de Túnez. Se extiende a lo largo de la costa oriental, desde Hammamet en el norte hasta Mahdía en el sur, incluidas las gobernaciones de Monastir, Mahdía, Susa y parte de Sfax. La economía de la región se basa especialmente en el turismo y en ella se encuentra el segundo aeropuerto más importante de Túnez, el Aeropuerto Internacional de Monastir-Habib Burguiba.
No se debe confundir con la región del Sahel, al otro lado del desierto del Sáhara. En lengua árabe, Saḥl quiere decir 'orilla' o 'costa'.

## Geografía

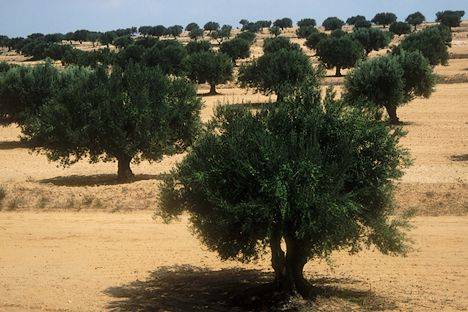
Huerto de olivos cerca de Sfax.

El Sahel se extiende hacia el interior hasta las colinas que protegen las llanuras bajas de la costa y están cubiertas principalmente por olivares; La escasez de precipitaciones de la región se compensa con la humedad atmosférica.
Desde la Antigüedad, ha formado una clara unidad geográfica con sus propias características demográficas y económicas. En la actualidad, está conformada por las gobernaciones de Susa, Monastir y Mahdía.
Su área geográfica es bastante amplia: unos 140 km de norte a sur y variando entre veinte y sesenta kilómetros de este a oeste. El área total es de alrededor de 6.600 km², el 4% de la superficie total de Túnez.

## Historia
Habitada desde tiempos ancestrales, el área del Sahel tunecino es una región distintiva dominada por asentamientos urbanos costeros; esta tradición es anterior a la islamización y la arabización, pero su continuidad con la historia árabe de la región es clara.

### Asentamiento fenicio
La mayoría de las ciudades del Sahel fueron fundadas por los fenicios. Así, Hadrumetum fue fundada a principios del siglo IX a. C. por colonos de Tiro incluso antes que Cartago. Ganó importancia en los siglos siguientes, convirtiéndose en uno de los principales puertos fenicios del Mediterráneo Occidental. El área fue una parte clave del imperio púnico, pero después de la segunda guerra púnica quedó bajo una creciente influencia númida. En 146 a. C., después de la tercera guerra púnica, pasó a formar parte de la nueva provincia romana de África.

### Imperios romano y bizantino
El Sahel fue escenario de una de las batallas clave de la Guerra entre Pompeyo y César. Julio César desembarcó en Ruspina el 28 de diciembre de 47 a. C., marchó hacia Tapso (Thapsus) y la sitió a finales de febrero de 46 a. C. La batalla de Tapso tuvo lugar el 6 de abril; fue una victoria decisiva para César y la ciudad se rindió a él poco después. Luego procedió a tomar el control del norte de Túnez.
Alrededor del 293 ec., los romanos dividieron la provincia de África y el Sahel se convirtió en su propia provincia, llamada Bizacena, que estaba entre las provincias cedidas a los vándalos en 442. Fue recapturada por el Imperio Romano de Oriente en la Guerra vándala y luego formó una de las siete provincias bizantinas del Exarcado de África, que se extendía hacia el oeste hasta el Atlántico.

### Califato

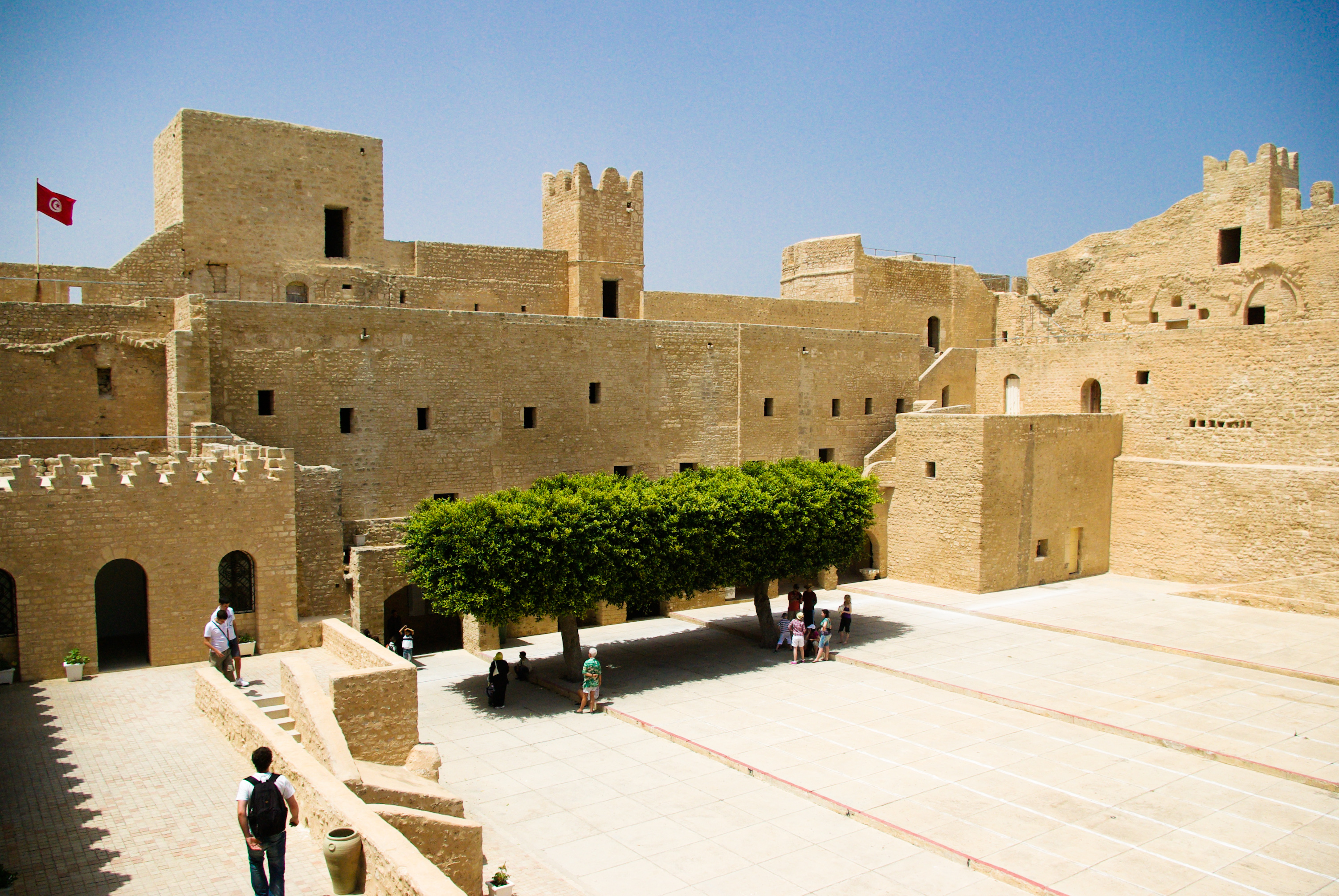
Ribat de Monastir

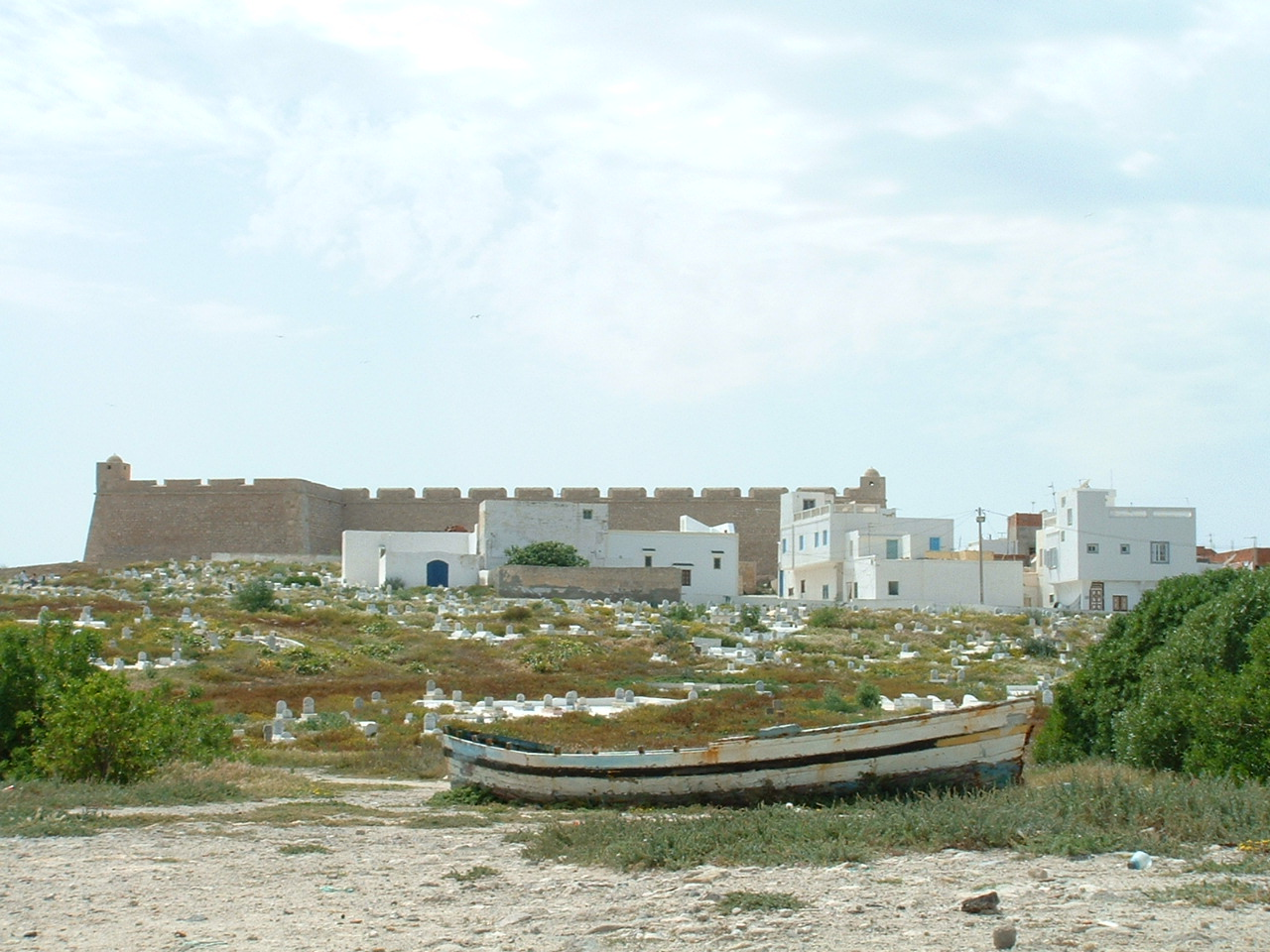
Fuerte de Mahdia

Con la llegada del Islam a la región y el establecimiento de la capital de Ifriquía en Cairuán, los puertos marítimos del Sahel se convirtieron en la clave de su seguridad. Esto explica la construcción de varias rábidas (ribat) y  en la región, que tenían fines defensivos, religiosos y morabíticas. Las rábidas más importantes son las de Monastir, construida por el gobernador Hartama Ibn A'yun en 796, y la de Susa, construida por los emires aglabíes.

### Emiratos africanos
La ciudad de Susa recibió un astillero que jugó un papel importante en la conquista de Sicilia, pues se planeó desde allí.
La fundación de Mahdía por los Fatámidas en 916 otorgó al Sahel un papel político clave que continuó bajo los Ziríes. Cairuán perdió parte de su función religiosa ante Monastir, donde fueron enterradas importantes figuras como los príncipes ziríes y el Imam Mezrí. Mahdía se convirtió en la sede de una espléndida corte que atrajo a poetas de todo el Magreb, Al-Ándalus y Siquilía . Sin embargo, la invasión de los Banu Hilal sumió a la región en el caos y Túnez se fracturó en numerosas taifas; sólo el Sahel permaneció bajo control zirí. Incluso Susa se independizó y adoptó un gobierno republicano. La invasión condujo a una mayor urbanización de la región, con el establecimiento de muchos pueblos que todavía existen hoy. Un poco más tarde, la región sufrió ataques normandos (Mahdía fue tomada en 1148 por las tropas de Roger II de Sicilia) hasta la llegada de los almohades en 1160. Después de este período, el Sahel experimentó un declive de importancia tras el traslado de la capitalidad a la ciudad de Túnez.

### Beylicato otomano
En el siglo XIX, el Sahel se dividió en dos alcaidatos, uno con base en Susa y el otro en Monastir, que ocupaban aproximadamente la misma área que las modernas gobernaciones tunecinas de Monastir y Mahdía. Se les llamó alternativamente awtan (pl. de watan, 'distrito'), individualmente watan Susah y watan al'Munastir. Los dos alcaidatos se otorgaron sólo a personas cercanas a los beys. A menudo, ambos puestos estaban controlados por un solo individuo, como fue el caso de los grandes visires Shakir al-Taba'a (1836) y Mohammed Jaznadar (1851), quien también fue nombrado Gobernador Mohammed del Sahel (Mohammed 'amil as-Sahil). La mayoría de las ciudades y pueblos del Sahel se rebelaron contra el bey en 1864. Tras esto, el general Ahmed Zarruk impuso un fuerte tributo (financiado con la vela de bienes y propiedades) y confiscó grandes extensiones de olivares. 

### Ocupación francesa

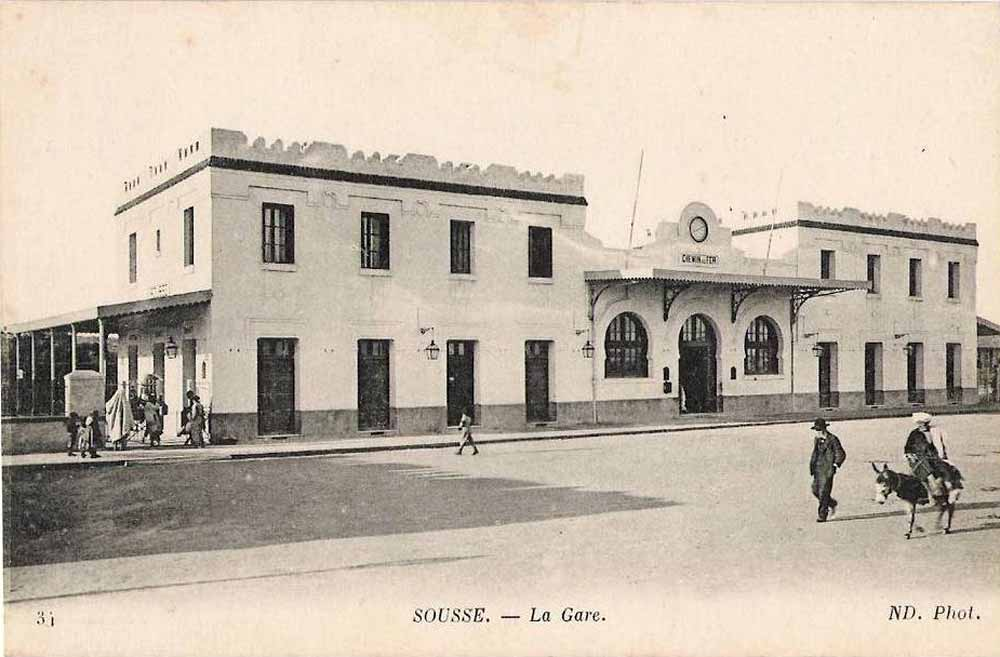
Estación de tren en Susa.

Después del establecimiento de un protectorado francés, el nuevo poder estableció el alcaidato de Jemmal (que formaba parte de las modernas gobernaciones de Monastir y Mahdía) y centralizó la región de Susa, que se convirtió en la sede del gobierno civil, contribuyendo al debilitamiento de los otros centros regionales.

### Independencia
Tras la independencia, el gobierno Neo-Destur puso fin a la unión administrativa del Sahel durante la abolición de los alcaidatos y el establecimiento del actual sistema de gobernaciones. Toda la región estuvo bajo el control del gobernador de Susa de 1956 a 1974, cuando se crearon las gobernaciones de Monastir y Mahdía.

## Ciudades
- Akuda
- Bekalta
- Bembla
- Beni Hassen
- Bennane
- Buhjar
- Bumerdes
- Chebba
- Chorbane
- Chott Meriem
- El Bradâa
- El Jem
- El Masdour
- Enfida
- Hammam Sousse
- Hebira
- Hergla
- Jemmal
- Kalâa Kebira
- Kalâa Seghira
- Kerker
- Jniss
- Kondar
- Ksar Hellal
- Ksibet El Mediuni
- Ksur Essef
- Lamta
- Mahdía
- Mallulech
- Menzel Kamel
- Moknín
- Monastir
- M'saken
- Messaadín
- Uardanín
- Uled Shamej
- Rejich
- Sahline Moôtmar
- Salakta
- Sayada
- Sidi Ameur
- Sidi Aluán
- Sidi Bu Ali
- Sidi El Hani
- Suasi
- Susa
- Takruna
- Tebulba
- Zauiet Kontoch
- Zeramdine

## Demografía
El Sahel se ha caracterizado durante mucho tiempo por una gran población; Según el censo nacional de 2014, las tres gobernaciones sumaban 1.634.611 habitantes. La región es, por tanto, la tercera más poblada de Túnez después del Noreste (con capital en Túnez) y el Sureste (con capital en Mednín).

## Economía
El Sahel ocupa una posición estratégica en el mar Mediterráneo y es una de las zonas más importantes para el turismo del país debido a sus extensas playas. Las ciudades de Monastir y Susa son centros turísticos establecidos y Mahdía está desarrollando también su propia industria turística desde los años 90. En el Sahel se encuentra el Aeropuerto Internacional Monastir-Habib Burguiba, que es el aeropuerto más transitado del país en términos de número de pasajeros y tiene la mayor cantidad de vuelos chárter de todos los aeropuertos de África. Hay un puerto comercial en Susa, numerosos puertos pesqueros y dos puertos deportivos (Puerto del Kantaui y Cabo Monastir).
La autovía A1 atraviesa la región de norte a sur y hay dos ferrocarriles, nacional y regional.

## Transporte
La autoridad de transporte público para los viajes en autobús dentro y entre las ciudades del Sahel es la Société de transport du Sahel (STS), que tiene su sede en Susa y está dividida en tres sucursales regionales correspondientes a las tres gobernaciones. El metro del Sahel es la línea ferroviaria regional, que realiza varios viajes diarios entre Mahdía y Susa.
El Sahel es parte importante de la red de autopistas de Túnez, con un nodo principal de la A1 en M'saken, que continúa hacia el norte durante 140 km a Túnez y al sur por 98 km hasta Sfax. Una ruta paralela recorre la costa.

## Deporte
El nombre de la región es utilizado por el club omnisports de Susa, el Étoile sportive du Sahel (ÉSS). El club cuenta con el apoyo de toda la región y es uno de los clubes deportivos más populares del país. El club de fútbol ÉSS ha logrado varias victorias continentales. El segundo equipo de omnisports famoso e histórico en la región es US Monastir ubicado en Monastir desde 1923 bajo el nombre de Ruspina Sports que fue cambiado en 1942 por Union Sportive Monastirienne. El club era conocido como el club del primer presidente de Túnez nativo de Monastir Habib Burguiba que estuvo presente en el estadio Mustapha Ben Jannet en muchas ocasiones. El club de fútbol juega en la primera división de la liga tunecina y no tiene título nacional ni continental, y el equipo de baloncesto ha ganado varios títulos tunecinos y un título continental.
La región también es conocida por el balonmano, el segundo deporte más popular en Túnez. La región alberga varios clubes de balonmano, de los cuales los más importantes son el Étoile Sportive du Sahel HC, El Makarem de Mahdia y SC Moknine.

## Sahelinos célebres

### Política
- Abdelwahab Abdallah
- Zine El Abidine Ben Ali
- Hedi Baccouche
- Habib Bourguiba
- Abdelaziz Ben Dhia
- Amor Rourou
- Mohamed Ghannouchi
- Idriss Guiga
- Hamadi Jebali
- Mohamed Jegham
- Hamed Karoui
- Habib Chatty
- Kamel Morjane
- Mohammed Mzali
- Hedi Nouira
- Rachid Sfar
- Bechir Tekkari

### Ciencias y letras
- M'hamed Hassine Fantar
- Youssef Rzouga

### Deportes
- Abdelmajid Chetali